# 信敏
信敏（1758年—1782年2月14日），是缅甸贡榜王朝时期贵族诗人，国王新古的王后，尊号为摩诃亚达那山达黛维，1782年2月14日被波道帕耶处决。在文学上，信敏以宫怨诗和闺情诗著称。